# Radim Boháč
Radim Boháč (* 21. července 1979) je český právník a vysokoškolský pedagog, bývalý předseda Akademického senátu Právnické fakulty Univerzity Karlovy profesně zaměřený na finanční právo a finanční vědu. V roce 2021 byl zvolen Akademickým senátem Právnické fakulty Univerzity Karlovy děkanem pro období od roku 2022 do roku 2026.

## Život
Pochází z Českých Budějovic, kde vystudoval gymnázium. Po středoškolských studiích se přesunul do Prahy, kde vystudoval Právnickou fakultu Univerzity Karlovy.
Po ukončení magisterského studia působil na katedře finančního práva jako interní doktorand, poté byl přijat jako odborný asistent a v letech 2006 až 2017 vykonával funkci tajemníka této katedry. Po úspěšné obhajobě habilitační práce Daňové příjmy veřejných rozpočtů v České republice byl s účinností od 1. března 2014 jmenován docentem pro obor finanční právo a finanční věda a dne 8. května 2021 byl prezidentem republiky jmenován profesorem pro stejný obor. Od roku 2016 je členem Vědecké rady Právnické fakulty Univerzity Karlovy, od roku 2018 členem Vědecké rady Právnické fakulty Masarykovy univerzity a v roce 2020 se stal členem i vědeckých rad právnických fakult v Olomouci a Plzni. V roce 2017 se stal členem Akademického senátu Právnické fakulty Univerzity Karlovy, který jej zvolil svým předsedou, a rovněž členem Akademického senátu Univerzity Karlovy. Od roku 2019 je garantem magisterského studijního programu Právo a právní věda.
V roce 2010 nastoupil na Ministerstvo financí, kde nyní působí v odboru Daňová legislativa. Od roku 2014 je předsedou rozkladové komise ministra financí pro přípravu rozhodnutí o opravných prostředcích proti rozhodnutí Ministerstva financí při správě daní a od roku 2019 rovněž předsedou zvláštní komise ministra financí pro řízení o rozkladech podaných proti rozhodnutím vydaným podle zákona o svobodném přístupu k informacím.
Od roku 2020 je předsedou Pracovní komise pro veřejné právo II – finanční právo Legislativní rady vlády České republiky, předtím působil jako její místopředseda (od roku 2014) a člen (od roku 2007). V letech 2006 až 2012 byl členem pracovní skupiny Právo a bezpečnostní obory a v letech 2012 až 2016 členem a tajemníkem pracovní skupiny Právo a veřejná správa Akreditační komise. V letech 2004 až 2011 vedl kurz Finančního práva na Metropolitní univerzitě Praha.
Na zasedání Akademického senátu Právnické fakulty Univerzity Karlovy 11. listopadu 2021 byl ve druhém kole většinou 12 hlasů zvolen novým děkanem. Jeho protikandidátem byl ve druhém kole Marek Antoš, který získal 9 hlasů. Děkana Jana Kuklíka nahradil ve funkci 1. února 2022 po jmenování rektorem Univerzity Karlovy na čtyřleté volební období do roku 2026.

## Věda
Specializuje se na rozpočtové právo, daňové právo (v širším slova smyslu) a otázky subjektů finančního práva. Pravidelně publikuje v odborném tisku a je autorem či spoluautorem knih Daňové příjmy veřejných rozpočtů v České republice (Praha: Wolters Kluwer, 2013), Komentář k zákonu o dani z hazardních her (Praha: Wolters Kluwer, 2017) a Rozpočtové právo (Praha: C. H. Beck, 2007).
Je členem European Association of Tax Law Professors (Amsterdam) a členem Centra Informacji i Organizacji Badań Finansów Publicznych i Prawa Podatkowego Krajów Europy Środkowej i Wschodniej v Białystoku (Polsko). Je členem redakčních rad časopisů Právník, Daně a finance a Przegląd Orzecznictwa Podatkowego. V roce 2018 působil jako visiting professor na Nova Southeastern University, Shepard Broad College of Law (Florida).